# Mark MacKay
Mark MacKay (* 28. Mai 1964 in Brandon, Manitoba) ist ein ehemaliger deutsch-kanadischer Eishockeynationalspieler, der sieben Spielzeiten in der Deutschen Eishockey Liga bei den Schwenninger Wild Wings verbracht hat. Er ist heute in Kanada als Spielerberater tätig. Sein Sohn Matt ist ebenfalls ein professioneller Eishockeyspieler.

## Karriere
MacKay spielte bis 1985 in der kanadischen Juniorenliga Western Hockey League bei den Moose Jaw Warriors. Der damalige Neusser Trainer Wolfgang Boos suchte zu dieser Zeit junge, talentierte Eishockeyspieler aus Nordamerika. Über Beziehungen nach Düsseldorf zur Düsseldorfer EG wurden MacKay und sein Sturmpartner Brad Bennett verpflichtet.
In der darauffolgenden Saison spielte MacKay beim damaligen Oberligisten Neusser SC, dem heutigen Neusser EV. Dort gehörte er zu den teamintern besten Scorern und erzielte in der Saison 1985/86 in 60 Partien 151 Scorerpunkte. Dies war seine persönlich erfolgreichste Saison in Neuss. Nach drei Jahren beim NSC, und dem zwischenzeitlichen Aufstieg in die 2. Bundesliga wechselte er im Sommer 1988 zum Grefrather EV in die Oberliga. Dort wurde er schnell zum Leistungsträger und erzielte in seiner ersten Saison 87 Tore. Mit Grefrath stieg MacKay ebenfalls in die 2. Bundesliga auf, wechselte jedoch nach insgesamt 3 Jahren erneut in die Oberliga zum ETC Timmendorfer Strand.
Im Sommer 1995 gelang ihm dann bei den Schwenninger Wild Wings der Sprung in die Deutsche Eishockey Liga. Während seiner Zeit in Schwenningen wurde MacKay auch ins Nationalteam berufen. MacKay avancierte bald zum Publikumsliebling und wurde ebenfalls der Kapitän der Wild Wings. MacKay spielte bis zu seinem Karriereende, welches mit einem großen Abschiedsspiel gefeiert wurde, in Schwenningen. Zudem ist MacKay der Spieler mit den meisten Scorerpunkten (400), Toren (158), Assists (242) sowie Spielen (397) der Wild Wings seit deren Bestehen in der DEL (Stand September 2020).

## Erfolge und Auszeichnungen
- 1985 Stewart „Butch“ Paul Memorial Trophy
- 1998 Teilnahme am DEL All-Star Game
- 1998 DEL-Spieler des Jahres
- 2002 Teilnahme am DEL All-Star Game

## Statistik
- DEL: 389 Spiele, 136 Tore, 236 Vorlagen, 216 Strafminuten
- Nationalmannschaft: 50 Spiele, 6 Tore, 22 Vorlagen, 30 Strafminuten
- ETC Timmendorfer Strand (Oberliga und 1. Liga): 199 Spiele, 373 Tore, 511 Vorlagen, 179 Strafminuten